# Emmet (Arkansas)
Emmet è un comune degli Stati Uniti d'America, situato in Arkansas, diviso tra la contea di Nevada e la contea di Hempstead.